# و شما هم سیاهان را لینچ می‌کنید

پوستری مربوط به ۱۹۳۰ از مجلهٔ بزبوژنیک, که لینچ کردن یک سیاه‌پوست را از مجسمه آزادی نشان می‌دهد.

و شما هم سیاهان را لینچ می‌کنید (روسی: "А у вас негров линчуют")شعاری تبلیغاتی بود که اتحاد جماهیر شوروی در پاسخ به انتقادهای ایالات متحده آمریکا از نقض حقوق بشر در شوروی از آن استفاده می‌کرد.
این شعار، که نمونه‌ای از تاکتیک تو هم چنینی است، تلاش داشت تا با ارجاع به نژادپرستی و لینچ‌کردن در ایالات متحده آمریکا از بار انتقادها به شوروی بکاهد.
مطبوعات شوروی به شکلی متناوب اخبار مربوط به تبعیض نژادی، بحران مالی، و بیکاری در آمریکا را به عنوان نارسایی‌های سرمایه‌داری پوشش می‌دادند.
لینچ کردن سیاه‌پوستان آمریکا رازی آشکار و شرم‌آور در آمریکا بود و شوروی از آن به عنوان سلاحی برای مقابله با انتقادها از خود استفاده می‌کرد.
استفاده از این عبارت در میانهٔ جنگ سرد و به‌ویژه در دهه ۱۹۶۰ رشد کرد.
پس از فروپاشی شوروی در سال ۱۹۹۱، این عبارت به عنوان نمونه‌ای از تاکتیک‌های جنگ اطلاعاتی روسیه شناخته شد.
واتسلاو هاول از این شعار به عنوان «شعبدهٔ تسلیحاتی معمول عوام‌فریبان» یاد می‌کند.
نشریه اکونومیست آن را گونه‌ای از پس‌چه‌ایسم تفسیر می‌کند و می‌نویسد که استفاده از آن پس از فروپاشی اتحاد جماهیر شوروی افزایش یافته‌است.
الیزابت گافمن نیز آنرا ابزاری برای استفاده از تحلیل‌های کشوری علیه خودش می‌داند.